# I Shot the Sheriff
I Shot the Sheriff (engl. für „Ich erschoss den Sheriff“) ist ein Song des jamaikanischen Reggaemusikers Bob Marley und seiner Band The Wailers. Er erschien 1973 auf dem Studioalbum Burnin’. Es war die letzte Single, die Marley zusammen mit Peter Tosh und Bunny Wailer veröffentlichte, bevor diese aus der Band austraten, um eigene Solokarrieren zu verfolgen. Die erfolgreichste Neuinterpretation des Liedes stammt von Eric Clapton, der damit 1974  Platz eins der US-amerikanischen Charts erreichte. 

## Hintergrund der Version von Bob Marley und The Wailers
Der Titel des Songs sollte eigentlich I Shot the Police lauten, doch die Band befürchtete, Probleme mit der Regierung zu bekommen. So wählte man stattdessen das unverfänglichere I Shot the Sheriff. Im Songtext wird der Standpunkt eines Erzählers geschildert, der zugibt, den korrupten örtlichen Sheriff getötet zu haben, und behauptet, fälschlicherweise angeklagt zu sein, den Hilfssheriff getötet zu haben. Der Erzähler begründet dies damit, in Notwehr gehandelt zu haben, als der Sheriff versucht hatte, ihn zu erschießen. 
Die Tonart der Studioversion ist g-Moll. Bei Konzerten wurde der Song in fis-Moll gespielt, so auch auf dem Mitschnitt des Livealbums Live! (1975). I Shot the Sheriff wurde von Marley zum letzten Mal am 20. September 1980 im Madison Square Garden in New York gespielt.
Bekannte Coverversionen gibt es von Eric Clapton sowie Warren G, Screamin’ Jay Hawkins und UB40. Das Musikmagazin Rolling Stone listete den Song im November 2004 in seiner Liste der 500 besten Songs aller Zeiten auf Platz 443.

## Eric Claptons Coverversion
Die Version Claptons erreichte 1974 Platz eins der US-amerikanischen Charts und belegte Platz 4 in Deutschland, was auch Marley einen Popularitätsschub brachte. Musikkritiker fanden, dass Claptons Interpretation ein funkiges Gitarrenspiel aufweist, was den Song so populär machte. Seine Version ist die bislang erfolgreichste des Titels und wurde 2003 in die Grammy Hall of Fame aufgenommen.

### Chartplatzierungen
| ChartsChartplatzierungen       | Höchstplatzierung | Wochen |
| ------------------------------ | ----------------- | ------ |
| Deutschland (GfK)              | 4 (16 Wo.)        | 16     |
| Österreich (Ö3)                | 19 (4 Wo.)        | 4      |
| Vereinigte Staaten (Billboard) | 1 (14 Wo.)        | 14     |
| Vereinigtes Königreich (OCC)   | 9 (11 Wo.)        | 11     |

| ChartsJahrescharts (1974)      | Platzierung |
| ------------------------------ | ----------- |
| Vereinigte Staaten (Billboard) | 76          |

### Auszeichnungen für Musikverkäufe
| Land/Region               | Auszeichnungen für Musikverkäufe (Land/Region, Auszeichnung, Verkäufe) | Verkäufe  |
| ------------------------- | ---------------------------------------------------------------------- | --------- |
| Neuseeland (RMNZ)         | Gold                                                                   | 15.000    |
| Vereinigte Staaten (RIAA) | Gold                                                                   | 1.000.000 |
| Insgesamt                 | 2× Gold ·                                                              | 1.015.000 |

Hauptartikel: Eric Clapton/Auszeichnungen für Musikverkäufe